# Неджмие Ходжа
Неджмие Ходжа (на албански: Nexhmije Hoxha) е албански политик, член на Албанската комунистическа партия (АКП), жена на дългогодишния албански политически и държавен лидер Енвер Ходжа.

## Биография
Родена е като Неджмие Джуглини на 8 февруари 1921 година в Битоля, тогава в Кралство на сърби, хървати и словенци. Завършва Педагогическия институт на кралицата майка в Тирана в 1941 година и от 1941 до 1942 година преподава в начално училище в града. През 1941 година става член на АКП. Участва в съпротивителното движение по време на Втората световна война.
Сражава се в 1-ва дивизия на Националната освободителна армия. В 1943 година е избрана за секретар на Албанската женска лига и е неин председател от 1946 до 1952 година. На 1 януари 1945 година се омъжва за албанския премиер-министър и лидер на комунистите Енвер Ходжа.
Депутат е в Народното събрание от 1948 година. Избрана е за член на Централния комитет на Албанската партия на труда – бившата АКП, преименувана през 1948 г.
От 1966 до 1992 година е директор на Института по марксизъм-ленинизъм. След смъртта на Енвер Ходжа през 1985 година от 1986 до декември 1990 година е председател на Демократичния фронт. Последен ректор е на Висшата партийна школа „В. И. Ленин“.
Арестувана е след промените в Албания на 5 декември 1991 година и прекарва 6 години в затвора. При ареста ѝ са конфискувани 75 хиляди долара, зашити в роклята ѝ. На 27 януари 1993 година е осъдена на 9 години за корупция. На 10 януари 1997 година е освободена.
Умира на 26 февруари 2020 година в Тирана.